# Circuit de Clady
Le circuit de Clady, (en irlandais : Clóidigh) est un circuit routier de sports mécaniques situé dans le Comté d'Antrim en Irlande du Nord. Il est surtout connu pour ses épreuves motocyclistes lors du Grand Prix d'Ulster de 1922 à 1939 et de 1947 à 1952 sur une distance réduite.
Le Circuit de Clady, situé dans le Comté d'Antrim a été utilisé pour le Grand Prix d'Ulster entre 1922 et 1952, avant que ce dernier ne soit transféré sur le circuit de Dundrod.

## Historique
Le Circuit de Clady est utilisé en 1922 pour le 1er Grand Prix moto d'Ulster qui possédait une longueur de 32,992 km (20,5 miles).
La ligne de départ de la course original était située près de l'école primaire Loanends sur la route secondaire "B39" entre Antrim et Belfast. L'événement du Grand Prix d'Ulster se tient sur les routes publiques fermées pour la course, comprenant la route secondaire "B39 Seven Mile Straight" entre Comté d'Antrim (Irlande) et l'angle Clady incluant Christy's Brae, la route principal "A52" de Belfast à Crumlin entre l'angle Clady et "Thorn Cottage", la route tertiaire nord de "Thorn Cottage" à "Greenmount" près de la ville d'Antrim (incluant une section du RAF Aldergrove (en)) et de "Greenmount" à l'angle de "Muckamore" avec la route de jonction de la "B39 'Seven Mile Straight".
Le circuit de Clady a été raccourci en 1947 pour une longueur de 26,5 km (16.647 miles) avec la suppression de la section d'Aldergrove de "Thorn Cottage" à "Greenmore". Le circuit de Clady raccourci est alors couru de l'angle Clady au Nutts Corner sur la route principal "A52" de Belfast to Crumlin et utilise une section de la route princilape "A26" de Banbridge à la route de Coleraine à partir de "Nutts Corner" à "Muckamore House" près Antrim.  
Pour la saison 1953, le circuit de Clady est abandonné par le Grand Prix moto d'Ulster comme élément du Championnat du monde de vitesse moto 1953 de la FIM au profil du proche circuit de Dundrod, lui aussi dans le Comté d'Antrim.

## Records de vitesse et de la course
Le record du tour sur le circuit de 1922-1939 est de 12 minutes et 17,8 secondes à une vitesse moyenne de 160,98 km/h par Dorino Serafini au guidon d'une 500 cm3 Gilera durant le Grand Prix moto d'Ulster 1939.  
Le record du tour sur le circuit raccourci de Clady est de 9 minutes et 21 secondes à une vitesse moyenne de 170,49 km/h au guidon d'une 500 cm3 MV Agusta durant le Grand Prix moto d'Ulster 1952.
Le record de la course sur le circuit raccourci est réalisé à la moyenne de 260,59 km/h par Cromie McCandless pilotant une 500 cm3 Gilera également lors du Grand Prix moto d'Ulster 1952.

## Sources
1. ↑  (en) Ian Morrison, The Guinness Motorcycle Sport Fact Book, Londres, Guinness, 1991, 1re éd., 192 p. (ISBN 978-0-85112-953-2), p. 148
2. ↑  Alastair Cook, Days of Thunder : The History of the Ulster Grand Prix, Gill & MacMillan, 2004, 191 p. (ISBN 0-7171-3800-3), p. 21–22
3. ↑  (en) Ian Morrison, The Guinness Motorcycle Sport Fact Book, Londres, Guinness, 1991, 1re éd., 192 p. (ISBN 978-0-85112-953-2), p. 19